# Shakima Wimbley
Shakima Wimbley (ur. 23 kwietnia 1995 w Fort Lauderdale) – amerykańska lekkoatletka specjalizująca się w biegach sprinterskich.
W 2014 weszła w skład amerykańskiej sztafety 4 × 400 metrów, która zdobyła złoto mistrzostw świata juniorów. Rok później startowała na igrzyskach panamerykańskich w Toronto, podczas których sięgnęła po srebro w biegu na 400 metrów, a wraz z koleżankami z reprezentacji stanęła na najwyższym stopniu podium sztafety 4 × 400 metrów. W 2017 podczas światowego czempionatu w Londynie sięgnęła po złoto w biegu rozstawnym 4 × 400 metrów.
Medalistka mistrzostw NCAA.

## Osiągnięcia
| Rok  | Impreza                       | Miejsce      | Konkurencja             | Pozycja    | Wynik   |
| ---- | ----------------------------- | ------------ | ----------------------- | ---------- | ------- |
| 2014 | Mistrzostwa świata juniorów   | Eugene       | sztafeta 4 × 400 metrów | 1. miejsce | 3:30,42 |
| 2015 | Igrzyska panamerykańskie      | Toronto      | bieg na 400 metrów      | 2. miejsce | 51,36   |
| 2015 | Igrzyska panamerykańskie      | Toronto      | sztafeta 4 × 400 metrów | 1. miejsce | 3:25,68 |
| 2016 | Młodzieżowe mistrzostwa NACAC | San Salvador | bieg na 400 metrów      | 6. miejsce | 54,71   |
| 2016 | Młodzieżowe mistrzostwa NACAC | San Salvador | sztafeta 4 × 400 metrów | 1. miejsce | 3:28,45 |
| 2017 | Mistrzostwa świata            | Londyn       | sztafeta 4 × 400 metrów | 1. miejsce | 3:19,02 |
| 2018 | Halowe mistrzostwa świata     | Birmingham   | bieg na 400 metrów      | 2. miejsce | 51,47   |
| 2018 | Halowe mistrzostwa świata     | Birmingham   | sztafeta 4 × 400 metrów | 1. miejsce | 3:23,85 |
| 2018 | Puchar interkontynentalny     | Ostrawa      | bieg na 400 metrów      | 5. miejsce | 51,59   |
| 2019 | IAAF World Relays             | Jokohama     | sztafeta 4 × 400 metrów | 2. miejsce | 3:27,65 |
| 2019 | Mistrzostwa świata            | Doha         | bieg na 400 metrów      | półfinał   | 1:13,55 |

## Rekordy życiowe
- bieg na 200 metrów (stadion) – 22,34 (2018)
- bieg na 200 metrów (hala) – 23,08 (2015)
- bieg na 400 metrów (stadion) – 49,52 (2018)
- bieg na 400 metrów (hala) – 51,07 (2017)